# Juan Antonio Cuervo
Juan Antonio Cuervo (ur. 1757 w Oviedo, zm. 1834 w Madrycie) – hiszpański architekt neoklasyczny. Studiował w Królewskiej Akademii Sztuk Pięknych św. Ferdynanda w Madrycie, a w 1815 został jej dyrektorem. Był uczniem Ventury Rodrígueza. Był odpowiedzialny za projekt nowego kościoła św. Jakuba w Madrycie. Jego siostrzeniec Tiburcio Pérez y Cuervo również był architektem.

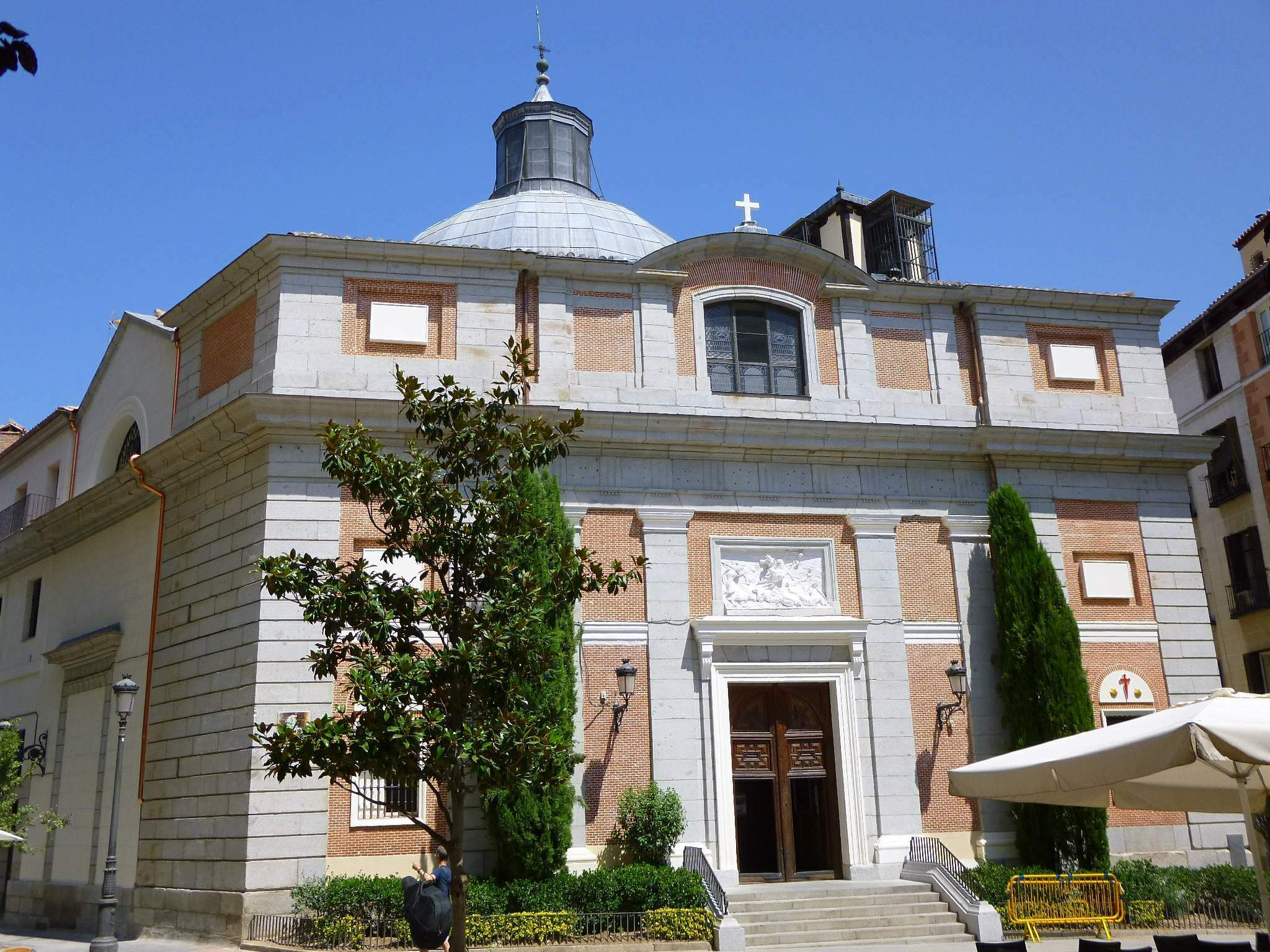
Neoklasyczny kościół św. Jakuba w Madrycie